# Experimento NA35
O experimento NA35 foi um experimento de física de partículas que ocorreu na Área Norte do Super Sincrotrão a Protões no CERN. Usou uma câmara de faíscas com calorimetria hadrônica e eletromagnética abrangente. Este experimento foi usado para observar as propriedades de colisões núcleo-núcleo a 60 e 200 GeV/núcleon, para entender o grau de parada e termalização, determinar as densidades de energia alcançáveis nessas condições e medir outras propriedades e quantidades relacionadas.  O experimento NA35 foi aprovado em 03 de fevereiro de 1983 e concluído em 31 de maio de 1999. Foi sucedido pelo experimento NA49.